# Vakuf (gmina Gradiška)
Vakuf (cyr. Вакуф) – wieś w Bośni i Hercegowinie, w Republice Serbskiej, w gminie Gradiška. W 2013 roku liczyła 342 mieszkańców.